# Vladimir Mjasiščev
Vladimir Nikolajevič Mjasiščev (rusky Влади́мир Никола́евич Мяси́щев; 11. července 1893, Jaunjelgava – 4. října 1973, Petrohrad) byl sovětský psychiatr a psycholog, zakladatel patogenetické psychoterapie, dlouholetý ředitel Výzkumného psychoneurologického ústavu V.M. Bechtěreva, kde vybudoval oddělení neuróz a oddělení medicínské psychologie. Vypracoval koncepce, které se staly významnou dílčí základnou sovětské psychoterapie.

## Řády a vyznamenání
- Leninův řád
- Řád rudého praporu práce (1944)[4]
- Zasloužilý vědec RSFSR[5]